# 13689 Succi
13689 Succi este un asteroid din centura principală de asteroizi.

## Descriere
13689 Succi este un asteroid din centura principală de asteroizi. A fost descoperit pe 9 septembrie 1997 la Sormano de Valter Giuliani. El prezintă o orbită caracterizată de o semiaxă mare de 3,16 ua, o excentricitate de 0,06 și o înclinație de 10,3° în raport cu ecliptica.